# セリーヌ・ドゥメルク
セリーヌ・ドゥメルク（Céline Dumerc、1982年7月9日 - ）は、フランスの女子プロバスケットボール選手である。ポジションはポイントガード。CJMブールジュ・バスケット所属。2014年にはアメリカWNBA、アトランタ・ドリームにも所属した。バスケットボール女子フランス代表の主将としてロンドンオリンピック銀メダルを獲得。

## 経歴
- 1997–2000  CFBB
- 2000–2003  タルブGB
- 2003–2009  ブールジュ
- 2009–2011  エカテリンブルク
- 2011–0000  ブールジュ

## タイトル
- 2009ユーロバスケット
- 3リーグ、4カップ
- 2リーグ、1カップ

## オリンピックメダル
- 銀メダル (2012年ロンドン大会)

## 人物
2021年のプライド月間に柔道家のアマンディーヌ・ブシャール、フィギュアスケーターのケヴィン・エイモズら6人のフランスのLGBTスポーツ選手の1人としてドキュメンタリー『We Need to Talk』に出演した。